# Dudichella membranigera
Dudichella membranigera är en kvalsterart som beskrevs av Balogh 1970. Dudichella membranigera ingår i släktet Dudichella och familjen Eutegaeidae. Inga underarter finns listade i Catalogue of Life.